# Les Tourrettes
Les Tourrettes is een gemeente in het Franse departement Drôme (regio Auvergne-Rhône-Alpes). De plaats maakt deel uit van het arrondissement Nyons. Les Tourrettes telde op 1 januari 2022 1.084 inwoners. 

## Geografie
De oppervlakte van Les Tourrettes bedraagt 7,34 vierkante kilometer; de bevolkingsdichtheid is 141 inwoners per km² (per 1 januari 2019).

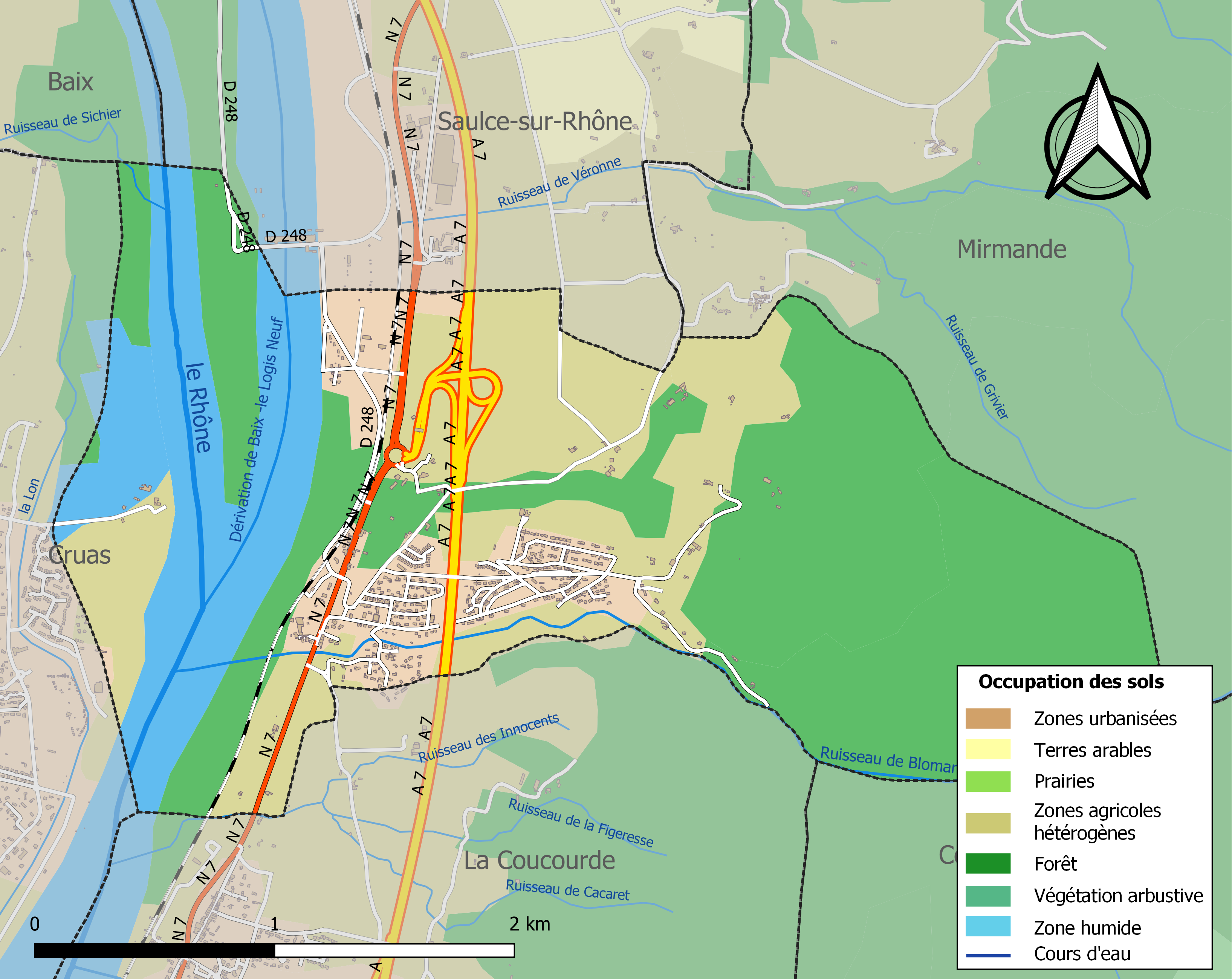
Kaart van de gemeente met belangrijkste infrastructuur, bodemgebruik en omliggende gemeenten

## Demografie
Onderstaande figuur toont het verloop van het inwonertal (bron: INSEE-tellingen).